# 悪魔の毒々モンスター
『悪魔の毒々モンスター』（原題：The Toxic Avenger）は、1984年に制作されたアメリカ映画。日本では1987年に公開された。

## 概要
『悪魔の毒々モンスター』シリーズ第1作。トロマ・エンターテインメントはB級映画を専門的に製作している。洗練されたストーリー、究極的な美への追求から「美しき映像」と称されることも多い。
トロマの逆襲2013！として『悪魔の毒々モンスター＜ノーカット無修正完全版＞』が同年3月2日に新宿武蔵野館で公開され完全リバイバルを果たした。

## あらすじ
ひ弱ないじめられっ子のメルヴィンは不良グループに騙され、有毒廃棄物が入ったドラム缶に飛び込んでしまう。化学反応によって体はみるみるうちに変異し醜悪な”毒々モンスター”へと変身を遂げる。
“悪”を嗅ぎ付け、殲滅する本能が備わったメルヴィンは掃除用のモップ片手に町にはびこるクズ共を退治するうちに町中のヒーローとなりやがて盲目の美女サラと出会い二人は恋に落ちていく。
悪徳市長は町が安全で清潔な町になってしまうことを恐れモンスターをなきものにしようと画策する。

## キャスト
- メルヴィン：マーク・トーグル
スポーツジムの清掃員をしているひ弱で間抜けな青年。不良たちにいつもいじめられている。
- 毒々モンスター (トキシー)：ミッチェル・コーエン
メルヴィンが有毒廃棄物を浴びてモンスター化した姿。顔は醜く歪んでいるがマッチョで巨漢。悪を本能で嗅ぎつけ町中の悪者を殲滅する。
- サラ：アンドリー・マランダ
盲目の美女。強盗に襲われているところを毒々モンスターに助けられる。彼の優しさと逞しさに惹かれる。

スポーツジムに通う不良グループ
- ワンダ：ジェニファー・バプティスト
- ジュリー：シンディ・マニオン
- ボーゾー：ゲイリー・シュナイダー

## 評価
レビュー・アグリゲーターのRotten Tomatoesでは20件のレビューで支持率は70%、平均点は5.70/10となった。Metacriticでは8件のレビューを基に加重平均値が42/100となった。

## ミュージカル
2009年にオフ・ブロードウェイで、ジョー・ディピエトロの脚本、ボン・ジョヴィのキーボード、デヴィッド・ブライアンの音楽でミュージカルになった。その後、カナダ、全米とツアー公演が行われた。
2020年3月には東京で「悪魔の毒毒モンスター」として日本人によって上演となる。2023年1月には東京・大阪にて「悪魔の毒毒モンスターREBORN」として再演された。

### 日本公演

#### 公演日程
オフ・ブロードウェイ・ミュージカル「悪魔の毒毒モンスター」
- 2020年3月16日 - 25日[注釈 1]、よみうり大手町ホール

オフ・ブロードウェイ・ミュージカル「悪魔の毒毒モンスターREBORN」
- 2023年1月14日 - 22日、EX THEATER ROPPONGI
- 2023年1月27日 - 29日、サンケイホールブリーゼ

#### スタッフ（日本）
（出典：）
- 脚本：ジョー・ディピエトロ
- 音楽：デヴィッド・ブライアン
- 演出：池田テツヒロ
- 翻訳：可児理華
- 音楽監督：岡崎司
- コンセプトアーティスト(“見た目”のお手伝い)：くっきー!（野性爆弾） ※初演のみ

#### キャスト（日本）
（出典：）
- メルビン・ファード三世／悪魔の毒毒モンスター - 福田悠太（ふぉ～ゆ～）
- サラ - 中別府葵
- ボゾ 他12役 - 林翔太（ジャニーズJr.）
- スラッゴ 他16役 - 宮原浩暢（LE VELVETS）
- バーバラ・ベルグッティ市長 他2役 - 霧矢大夢

## シリーズ作品
- 『悪魔の毒々モンスター 東京へ行く』（原題：The Toxic Avenger Part II）1989
- 『悪魔の毒々モンスター 毒々最後の誘惑』（原題：The Toxic Avenger III: The Last Temptation of Toxie）1989
- 『悪魔の毒々モンスター 新世紀絶叫バトル』（原題：Citizen Toxie: The Toxic Avenger IV）2000